# Faouzi Ghoulam
Faouzi Ghoulam (en àrab: فوزي غلام (pronunciat [fawzɪ ɣulaːm]); nascut l'1 de febrer de 1991) és un futbolista professional que juga com a lateral esquerre al Hatayspor de Süper Lig. Nascut a França, representa la selecció algeriana.

## Primers anys
Ghoulam va néixer a Saint-Priest-en-Jarez de pares algerians. El seu pare és de Batna, mentre que la seva mare és d'Annaba. Té vuit germans i dues germanes, i el seu germà Nabil és un corredor de fons que va representar França al Campionat del Món de Cros de la IAAF de 2004.

## Carrera de club
El 22 de setembre de 2010, Ghoulam va fer el seu debut professional amb l'AS Saint-Étienne entrant com a substitut al minut 82 d'un partit de la Copa de la Lliga contra l'OGC Niça. Va debutar a la Ligue 1 en un partit de la jornada 13 contra el Valenciennes i va fer 11 aparicions més en la seva temporada inicial amb el Saint-Etienne, esdevenint un titular constant al final de la temporada. Durant les dues temporades i mitja següents, va fer altres 65 aparicions en lliga.
A l'hivern de 2014, Ghoulam va fitxar per la SSC Napoli. Es va convertir en titular immediat al Nàpols sota la direcció de Rafael Benítez i va ajudar l'equip a acabar en tercer lloc de la Sèrie A durant la temporada 2013-14, conquerint també la Copa.
El novembre de 2017, Ghoulam va patir una ruptura del lligament creuat anterior en un partit de la fase de grups de la Lliga de Campions contra el Manchester City, i s'esperava que estigués descartat durant almenys dos mesos; el gener del 2018, però, es va sotmetre a proves mèdiques i va reprendre els entrenaments abans del previst.

## Carrera internacional

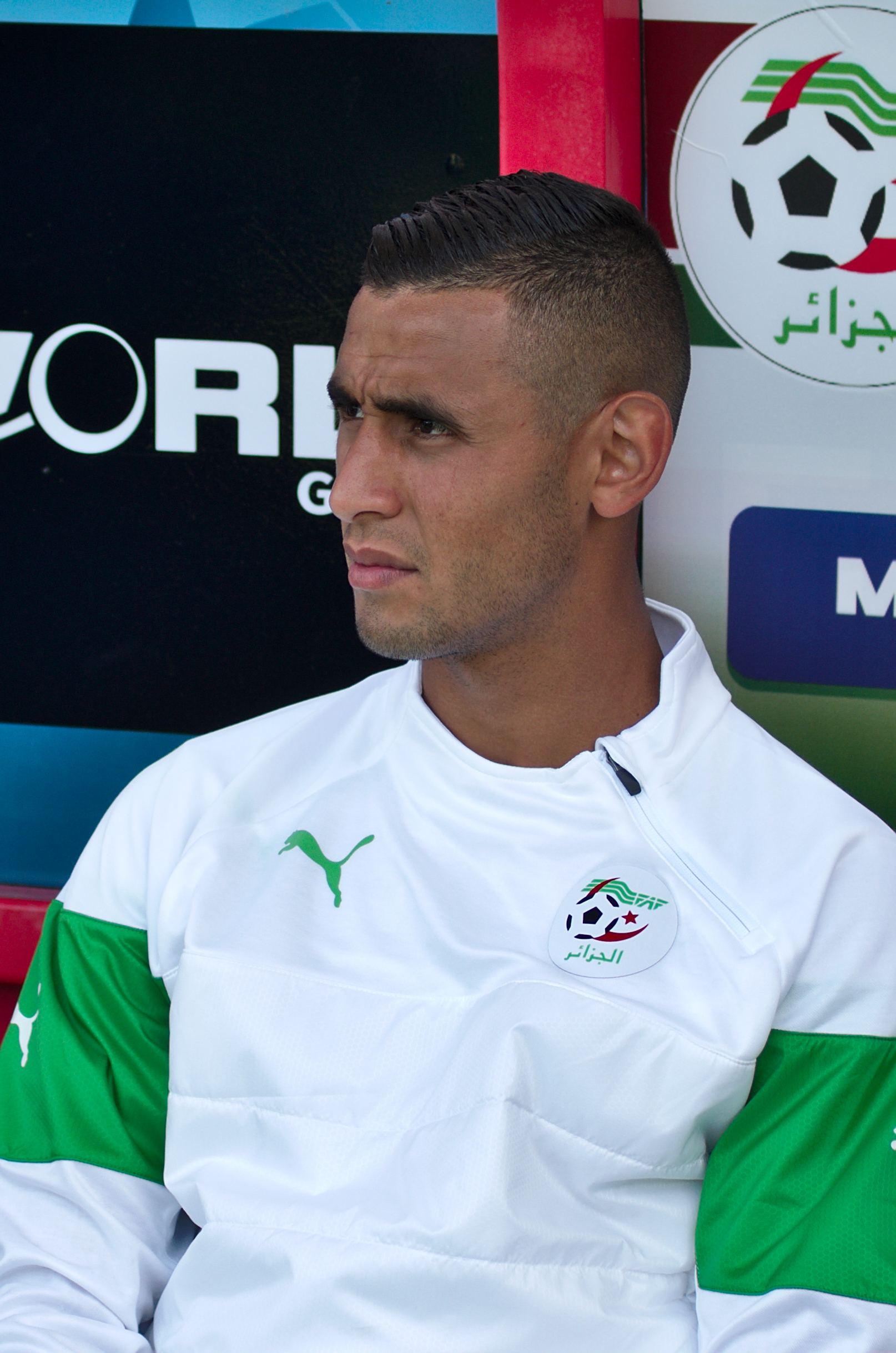
Ghoulam amb la selecció d'Algèria durant un partit contra Armènia.

El 18 de desembre de 2010, en una entrevista al diari algerià Le Buteur, Ghoulam va dir que les seves intencions eren representar Algèria en competicions internacionals malgrat haver nascut a França. El 5 de maig de 2011, l'entrenador algerià sub-23 Azzedine Aït Djoudi va anunciar que Ghoulam dubtava a unir-se a l'equip, malgrat que va ser ell qui va contactar amb la Federació Algeriana de Futbol. El 6 d'octubre de 2011, després d'haver estat convocat a l'equip preliminar de la selecció francesa sub-21, Ghoulam va dir que estaria molt orgullós de jugar amb l'equip.
El 23 de novembre de 2012, en una entrevista després d'un partit de lliga contra el Valenciennes, Ghoulam va anunciar que representaria Algèria a la Copa d'Àfrica de Nacions 2013. Uns dies després, la Federació Algeriana de Futbol va confirmar la informació a través d'un comunicat de premsa al seu web. Ghoulam va ser seleccionat a la selecció d'Algèria per a la Copa d'Àfrica de Nacions 2013 a Sud-àfrica, però no va participar en cap partit. El 26 de març de 2013, Ghoulam va debutar com a titular en la victòria per 3-1 sobre Benín a les eliminatòries per a la Copa del Món de la FIFA 2014, donant l'assistència del primer gol algerià.
Ghoulam va representar Algèria a la final de la Copa del Món de 2014 quan els Fennecs van arribar als vuitens de final, on van ser derrotats per l'eventual campiona Alemanya després de la pròrroga. Va ser titular tant en el partit contra Alemanya com en la derrota per 2-1 de la fase de grups contra Bèlgica.
En el partit inaugural d'Algèria de la Copa d'Àfrica de Nacions 2015, Ghoulam va marcar el seu primer gol internacional per donar a l'equip un avantatge de 2-1 en una eventual victòria per 3-1 sobre Sud-àfrica.

## Palmarès
Saint-Étienne
- Copa de la Lliga: 2013

Nàpols
- Copa d'Itàlia: 2013–14, 2019–20
- Supercopa Italiana: 2014

Individual
- Equip de la temporada de la UEFA Europa League: 2014–15[19]
- Futbolista algerià de l'any : 2017[20]